# Bálint István (rendező)
Bálint István (Budapest, 1943. július 11. – Budapest, 2007. október 11.) magyar rendező, színész, költő és író. Édesapja: Bálint Endre festő volt, nagyapja Bálint Aladár író, újságíró, a Nyugat művészeti kritikusa.

## Életpályája
1971-ben debütált szerzőként a Labirintus című darabjával a Kassák Művelődési Házban. Játszották a Halász Péterrel és Lajtai Péterrel együtt írt darabját A skanzen gyilkosait. 1977-ben New Yorkba költözött. Egy ún. kirakatszínház (Squat Theatre) rendezője, írója, színésze lett. Három darabjukat Amerikában mutatták be: Disznó, gyerek, tűz; Halál úr és Szabadság asszony; Andy Warhol utolsó szerelme. 1992-től ismét Budapesten dolgozott. Hőslány című vígeposza már itthon jelent meg.

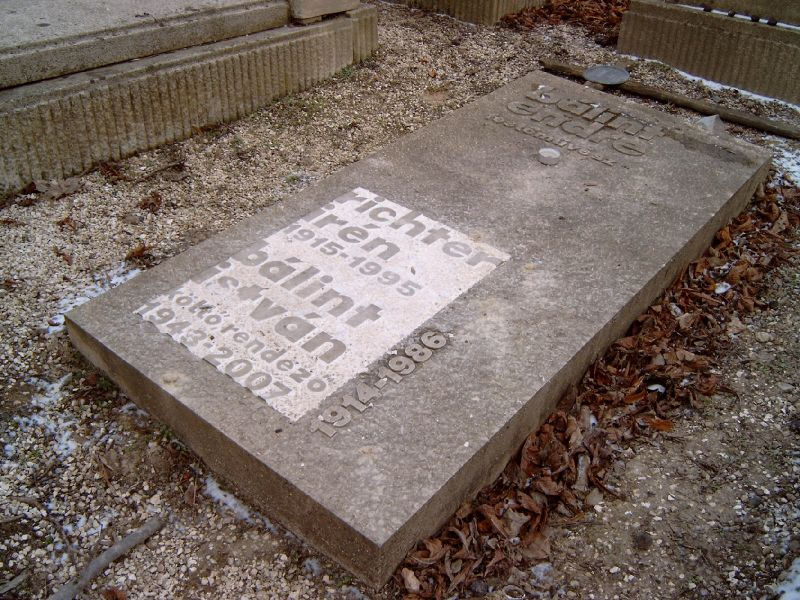
Bálint István és Bálint Endre sírja Budapesten. Farkasréti temető: 24/3-1-18.

## Színházi rendezései
A Színházi Adattárban regisztrált bemutatóinak száma: 4.
- Harakiri
- Csehov: Sirály (1993)
- Jean Genet: Férfiak (1993)
- Dosztojevszkij: A félkegyelmű (1994)

## Filmjei
- Szuromberek királyfi (2007)
- Vége (2003)
- Van a börtön, babám.... (2000)
- Hazudós Jakab (1999)
- Senkiföldje (1993)
- Tscherwonez (1982)

## Művei
- Náthán és Tibold (Donáth Péterrel, dráma, 1970)
- Labirintus (dráma, 1971)
- A skanzen gyilkosai (Halász Péterrel és Lajtai Péterrel, 1972)
- Hét bohócjelenet (1972)
- Arthur és Franz; Magvető, Bp., 1972
- King-Kong (Breznyik Péterrel, Buchmüller Évával, Halász Péterrel és Koós Annával, 1973)
- Madaras játék (1973)
- Disznó, gyerek, tűz! (1976)
- Andy Warhol utolsó szerelme (1978)
- Halál úr és Szabadság asszony (1981)
- Dreamland Burns (1985)
- L-Train to Eldorado (1987)
- Hőslány (1994)
- Egy felelőtlen férfi vallomásai; Jelenkor, Pécs, 1996 (Élő irodalom sorozat)
- Bálint István–Roskó Gábor: Kikötői beszélgetések. Keserű mesék felnőtteknek; Balassi, Bp., 2005